# Rhinogobius nagoyae
Rhinogobius nagoyae és una espècie de peix de la família dels gòbids i de l'ordre dels perciformes.

## Subespècies
- Rhinogobius nagoyae formosanus (Oshima, 1919)
- Rhinogobius nagoyae nagoyae (Jordan & Seale, 1906)[2]